# Asia D'Amato
Asia D'Amato (Génova, 7 de febrero de 2003) es una deportista italiana que compite en gimnasia artística. Su hermana gemela Alice compite en el mismo deporte.
Ganó dos medallas en el Campeonato Mundial de Gimnasia Artística, plata en 2021 y bronce en 2019, y seis medallas en el Campeonato Europeo de Gimnasia Artística entre los años 2022 y 2024.
Participó en los Juegos Olímpicos de Tokio 2020, ocupando el cuarto lugar en la prueba por equipos.

## Palmarés internacional
| Campeonato Mundial | Campeonato Mundial   | Campeonato Mundial | Campeonato Mundial   |
| Año                | Lugar                | Medalla            | Prueba               |
| ------------------ | -------------------- | ------------------ | -------------------- |
| 2019               | Stuttgart (Alemania) | Medalla de bronce  | Concurso por equipos |
| 2021               | Kitakyushu (Japón)   | Medalla de plata   | Salto de potro       |
| Campeonato Europeo |                      |                    |                      |
| Año                | Lugar                | Medalla            | Prueba               |
| 2022               | Múnich (Alemania)    | Medalla de oro     | Concurso individual  |
| 2022               | Múnich (Alemania)    | Medalla de oro     | Concurso por equipos |
| 2022               | Múnich (Alemania)    | Medalla de plata   | Salto de potro       |
| 2023               | Antalya (Turquía)    | Medalla de plata   | Salto de potro       |
| 2023               | Antalya (Turquía)    | Medalla de plata   | Concurso por equipos |
| 2024               | Rímini (Italia)      | Medalla de oro     | Concurso por equipos |